# Еберхард I фон Марк
Еберхард I фон Марк (на немски: Eberhard I Graf von der Mark; „Everhard II., Graf von Mark, Graf von Altena“; † 4 юли 1308 във Фрьонденберг) от Дом Ламарк е фогт на Есен, граф на Марк (1277 – 1308).
Той е първият син на граф Енгелберт I фон Марк († 16 ноември 1277) и първата му съпруга графиня Кунигунда фон Близкастел († 1265), дъщеря на граф Хайнрих фон Близкастел († 1237) и Агнес фон Сайн († 1266).
През 1301 г. Еберхард I фон Марк основава днешния град Бергнойщат на 50 км източно от Кьолн. Погребан е заедно със съпругата му Ирмгард фон Берг в църквата на Фрьонденберг.

## Фамилия
Еберхард I фон Марк се жени ок. 29 януари 1273 г. за графиня Ирмгард фон Берг († 24 март 1294), дъщеря на граф Адолф IV фон Берг († 1259) и Маргарета фон Хохщаден († 1314). С нея той има 7 деца:
- Енгелберт II (* 1275; † 18 юли 1328), граф на Марк от 1308 г. и граф на Аренберг през 1299 – 1328 г., женен на 25 януари 1299 г. за Матхилд/Матилде фон Аренберг(† 18 март 1328)
- Адолф II (* август 1288; † 3 ноември 1344), от 1313 г. до смъртта му княз-епископ на Лиеж
- Маргарета (* ок. 1278; † сл. 14 август 1327), омъжена на 25 януари 1299 г. за граф Герхард фон Катценелнбоген († 1311/1312)
- Ермгард (* пр. 1291; † сл. 1318)
- Катарина (* ок. 2 февруари 1293; † сл. 1314), абатиса на Фронденберг
- Конрад фон Марк (* 1294; † 14 март 1353 в Дортмунд), приор в Мюнстер, женен 1326 г. за Елизабет фон Клеве († 21 март 1363)
- Кунигунда (* ок. 2 февруари 1293; † 25 февруари 1343/1357), омъжена пр. 1320 г. за граф Дитрих III фон Хайнсберг († 1361)
- Мехтхилд († сл. 1342), омъжена за Йохан II фон Рйозберг-Хакенбройх († сл. 1363)

Еберхард I се жени втори път за Мария фон Лоон (* ок. 1275), дъщеря на граф Арнолд V фон Лоон († 1328) и Маргарета от Вианден († 1318). Те имат четири деца:
- Енгелберт (* пр. 1329; † сл. 1362), господар на Ловердал, рицар, женен I. на 19 ноември 1343 г. за роднината си Ермезенда де Валкоурт, II. на 19 ноември 1348 г. за роднината си Изабела де Хамал († сл. 1362)
- Йохана (* пр. 1315; † сл. 1358), омъжена за Филип IV фон Райфершайд-Вилденберг († 1328/1329)
- Рикарда (* пр. 1317; † сл. 1330), омъжена за Йохан III фон Райфершайд-Бедбург († 1315/13 януари 1317)
- Лаурета († сл. 1330)